# Stiphodon julieni
Espèce
Statut de conservation UICN

 EN B1ab(iii)+2ab(iii) : En danger
Stiphodon julieni est une espèce de poissons de la famille des Gobiidae.

## Distribution
Cette espèce est endémique de Polynésie française, elle se rencontre dans les rivières de Rapa.

## Description
C'est un gobie qui mesure jusqu'à 5,4 cm de long.

## Référence
- Keith, Watson & Marquet, 2002 : Stiphodon julieni, a new species of freshwater goby (Teleostei: Gobioidei: Sicydiinae) from Rapa, French Polynesia. Bulletin Français de la Pêche et de la Pisciculture vol. 364, n. 1, p. 161-171 (texte original).